# The Worth of a Man
The Worth of a Man er en amerikansk stumfilm fra 1912 af J. Farrell MacDonald.